# Abahani Limited Dhaka
L'Abahani Limited Dhaka és un club esportiu de Bangladesh de la ciutat de Dhaka.

## Història

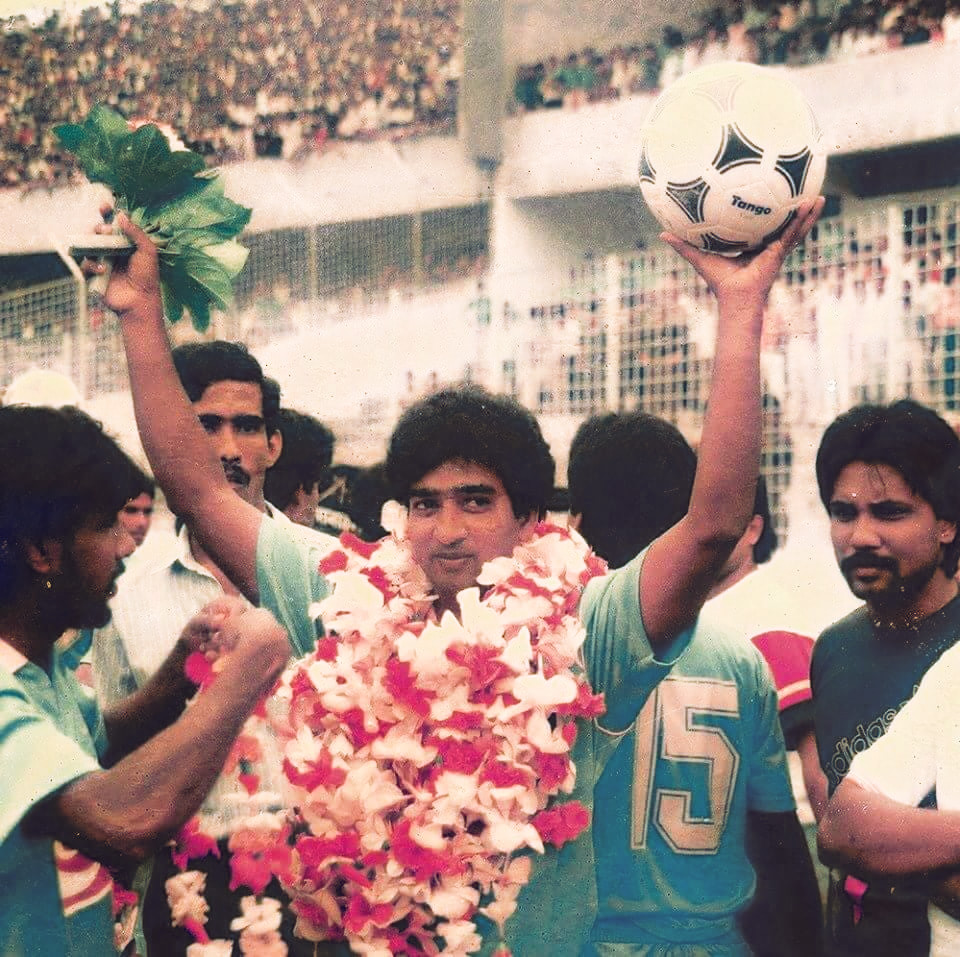
Ashrafuddin Ahmed Chunnu fou jugador del club entre 1975 i 1988.

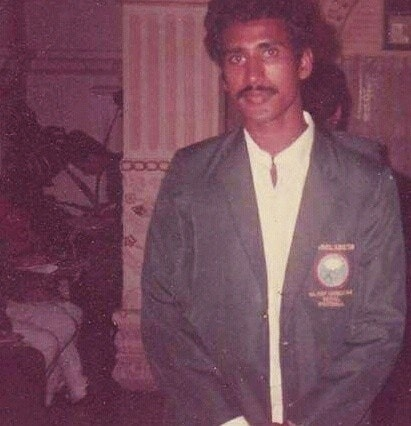
Sheikh Mohammad Aslam és el màxim golejador del club amb 119 gols en lliga.

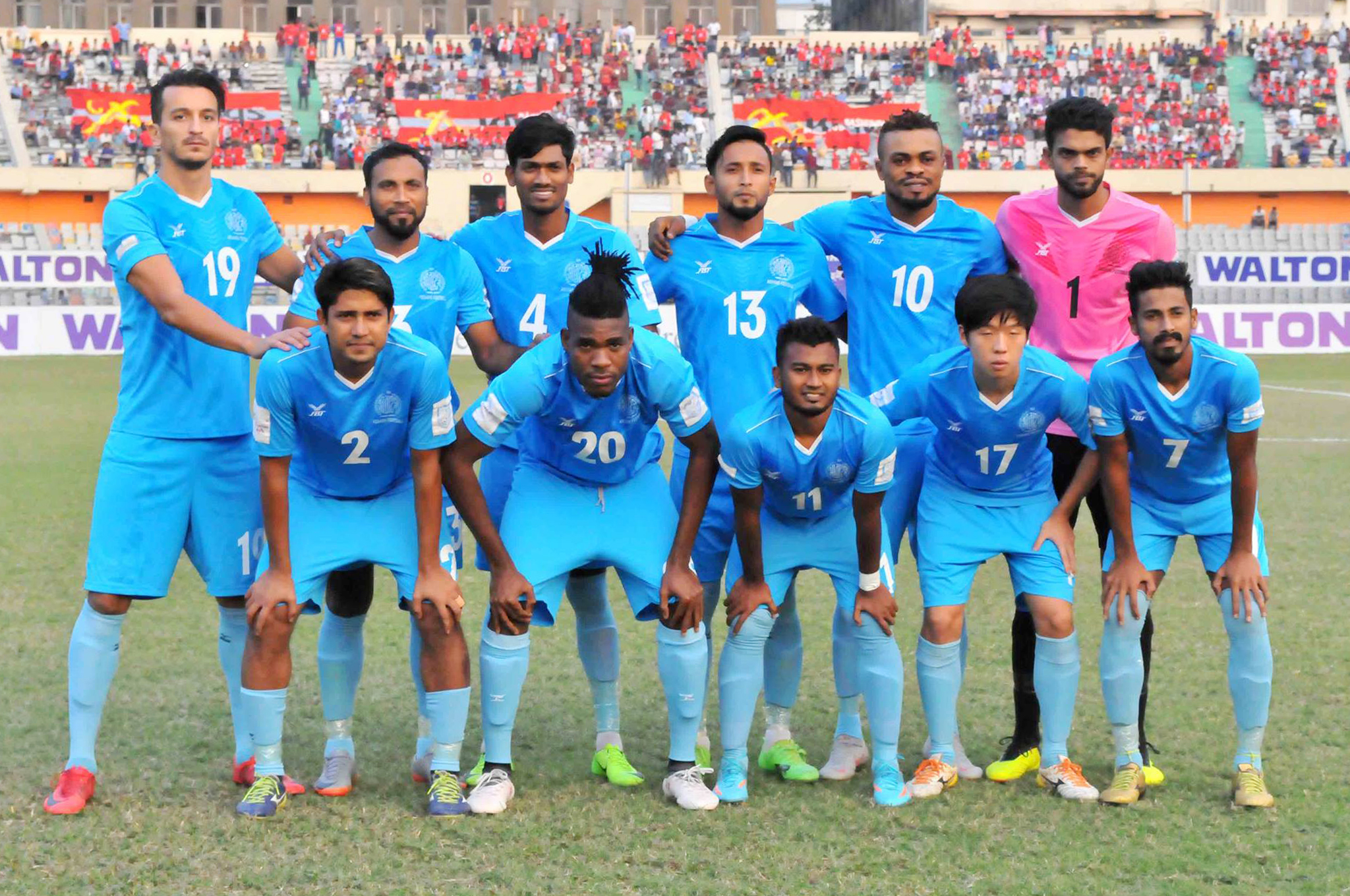
Abahani l'any 2018.

El club 	va ser fundat l'any 1972 amb el nom Abahani Krira Chakra (en bengalí আবাহনী ক্রীড়া চক্র), a partir de la reorganització del club Iqbal Sporting Club. L'any 1989 es convertí en societat limitada adoptant l'actual nom. És un dels clubs amb millor palmarès del país.

## Palmarès
- Lliga de Dhaka de futbol:[4]
  - 1974, 1977, 1981, 1983, 1984, 1985, 1989–90, 1992, 1994, 1995, 2001
- Lliga de Bangladesh de futbol:[5]
  - 2000, 2007, 2008–09, 2009–10, 2012, 2016, 2017–18
- Copa Federació de Bangladesh de futbol:[6]
  - 1982, 1985, 1986, 1988, 1997, 1999, 2000, 2010, 2016, 2017, 2018, 2021–22
- Copa Independència de Bangladesh de futbol:[6]
  - 1990, 2021–22
- Superopa de Bangladesh de futbol:[6][7]
  - 2011